# FUNK THE PEANUTS
FUNK THE PEANUTS（ファンク・ザ・ピーナッツ）は、日本人女性デュオ、覆面ユニット。略称はファンピー。
コミカルな内容の歌詞を会話のように歌うスタイルが特徴的。レコーディングにおけるサポートメンバーは、その時々のDREAMS COME TRUEのサポートメンバーが主に担当している。

## メンバー
- 公式には正体不明とされているが、実際には明かされている[2][3][4][5]。

| 名前               | 名称      | 生年月日（年齢）       | 備考                                        |
| ------------------ | --------- | ---------------------- | ------------------------------------------- |
| RIN （浦嶋りんこ） | FUN・P1号 | 1月10日 （年齢非公表） |                                             |
| MIWA （吉田美和）  | FUN・P2号 | 1965年5月6日           | 作詞における名前は 「観音崎すみれ」を使用。 |

## 来歴
- 1995年
  - RINとMIWAにより結成。ユニット名は、当時2人で歌うパートを『FUNK THE PEANUTS』と呼んでいたことに由来する[1][4]。
  - 7月24日：DREAMS COME TRUEの吉田美和と中村正人のプロデュースにより、シングル「恋の罠しかけましょ〜FUNK THE PEANUTSのテーマ〜」でデビュー。
  - その直後に行われたDREAMS COME TRUEのライブ『史上最強の移動遊園地　DREAMS COME TRUE WONDERLAND '95』にゲスト出演し、「恋の罠しかけましょ〜FUNK THE PEANUTSのテーマ〜」を披露[6]。ゴージャスな衣装とパフォーマンスで話題となった。

- 1996年
  - 6月24日：2ndシングル「太陽にくちづけを! 〜あたしたち、真夏のFUN・P〜」リリース。
  - 同年に開かれたDREAMS COME TRUEのライブ「LOVE UNLIMITED∞」にゲスト出演し、「太陽にくちづけを! 〜あたしたち、真夏のFUN・P〜」を披露[7]。

- 1997年
  - 1月22日：3rdシングル「ハイッ! ハイッ! ハイッ! ハイッ!」リリース。ミュージック・ビデオはタツノコプロによりアニメーションで製作。
  - 5月21日：ビデオとスクリーンセーバーで発売。

- 1999年
  - DREAMS COME TRUEのライブ『史上最強の移動遊園地 DREAMS COME TRUE WONDERLAND 1999 〜春の夢〜』にバッキングボーカルで参加していたアメリカ人R&B歌手ロビン・クラークをゲストに迎え、「FUNK THE PEANUTS rated R（正式には、「rated R」の部分は「R」の四角囲み文字で表記する）」として（※なお、rated Rには、Robinの頭文字のRとR指定の2つの意味がある。）として復活[8]。
  - 11月26日：4thシングル「you go girl!」リリース。
  - 同年に開催されたDREAMS COME TRUEのライブ『史上最強の移動遊園地 DREAMS COME TRUE WONDERLAND 1999 〜冬の夢〜』にゲスト出演した[3][8]。

- 2014年
  - 「25th Anniversary DREAMS COME TRUE CONCERT TOUR 2014 -ATTACK25-」で浦嶋りんこがDREAMS COME TRUEのツアーに8年ぶりに参加したことをきっかけに、FUNK THE PEANUTSも15年ぶりに復活し、「ハイッ! ハイッ! ハイッ! ハイッ!」と「恋の罠しかけましょ〜FUNK THE PEANUTSのテーマ〜」のメドレーを披露。

- 2016年
  - 9月7日：同ユニット名の由来となっていたザ・ピーナッツの生誕75周年を記念して発売されたトリビュート・アルバム『ザ・ピーナッツ トリビュート・ソングス』にて、カバー曲「恋のバカンス」で参加。FUNK THE PEANUTSの楽曲発売は、1999年に発売された「you go girl!」以来、17年ぶりとなった[9][10]。

- 2017年 - 2018年、「DREAMS COME TRUE CONCERT TOUR 2017/2018 THE DREAM QUEST」にて再び復活。「太陽にくちづけを! 〜あたしたち、真夏のFUN・P〜」と、DREAMS COME TRUEがKinKi Kidsへ提供した楽曲「ね、がんばるよ」のカバーを披露。

- 2019年
  - 7月7日：「you go girl!」以来およそ20年ぶりとなる新曲「SPOIL!」をリリース[11][12]。

## ディスコグラフィー

### VHS
| 発売日                   | タイトル                        | 規格                     | 備考                     |
| エピックレコードジャパン | エピックレコードジャパン        | エピックレコードジャパン | エピックレコードジャパン |
| ------------------------ | ------------------------------- | ------------------------ | ------------------------ |
| 1997/05/21               | ハイッ! ハイッ! ハイッ! ハイッ! | ESVU-467                 | 現在は廃盤。             |

### その他
- スクリーンセーバー （1997年5月21日、廃盤）

## CM出演
- サントリー「スーパーホップス」 （1996年） - DREAMS COME TRUEのメンバーである中村正人と西川隆宏も出演していた。